# Хершбах, Дадли
Дадли Роберт Хе́ршбах (англ. Dudley Robert Herschbach; род. 18 июня 1932 года, Сан-Хосе, США) — американский химик, нобелевский лауреат 1986 года.
Доктор философии (1958), эмерит-профессор Гарварда, член Национальной академии наук США (1967) и Американского философского общества (1989). Лауреат Нобелевской премии по химии (1986) «за внесённый вклад в развитие исследований динамики элементарных химических процессов», которую он разделил с Ли Юаньчжэном и Джоном Полани. Удостоен Национальной научной медали США (1991).

## Биография
С детства увлекался спортом, благодаря которому получил стипендию для обучения в Стэнфордском университете. В 1954 году получил степень бакалавра по математике, а в 1955 году — степень магистра химических наук. После этого поступил в Гарвардский университет, где получил в 1956 году степень магистра физических наук, а в 1958 году — степень доктора по химической физике. В 1957—1959 годах младший фелло Harvard Society of Fellows. В 1959—1963 годах в штате Калифорнийского университета в Беркли. В 1963 году стал профессором химии Гарвардского университета, в 1976—2003 годах именной профессор (Baird Professor of Science), ныне эмерит. С 2005 года осенью профессор физики Техасского университета A&M.
Ещё будучи студентом Хершбах занимался молекулярными пучками — потоками молекул, пересекающими вакуумную камеру, в которой регистрируется изменение энергии, что позволяло с большей точностью следить за индивидуальными молекулами в процессе их взаимодействия. В 1967 году Хершбах совместно с Ли Яном разработали метод пересекающихся молекулярных пучков, при котором первоначально измеренные количества представляют собой трансляционные и угловые распределения. В 1986 году он получил Нобелевскую премию по химии «за внесённый вклад в развитие исследований динамики элементарных химических процессов».
В 1992 году подписал «Предупреждение человечеству».
В 2016 году подписал письмо с призывом к Greenpeace, Организации Объединённых Наций и правительствам всего мира прекратить борьбу с генетически модифицированными организмами (ГМО).

## Награды и отличия
- 1965 — Премия Американского химического общества в области чистой химии[англ.]
- 1968 — Стипендия Гуггенхайма[16]
- 1976 — Премия столетия
- 1978 — Премия Лайнуса Полинга
- Polanyi Medal[англ.] (1981)
- 1983 — Премия Ирвинга Ленгмюра[англ.]
- 1985 — Лекции 3M
- 1986 — Нобелевская премия по химии
- 1991 — Национальная научная медаль США
- Jaroslav Heyrovsky Medal (1992)
- Sierra Nevada Distinguished Chemist Award (1993)
- Kosolapoff Award, ACS (1994)
- William Walker Prize (1994)
- 2011 — Золотая медаль Американского института химиков[англ.]